# Gazipur (district)
Pour la ville, voir Gazipur.
Gazipur est un district du Bangladesh. Il est situé dans la division de Dhaka. La ville principale est Gazipur.

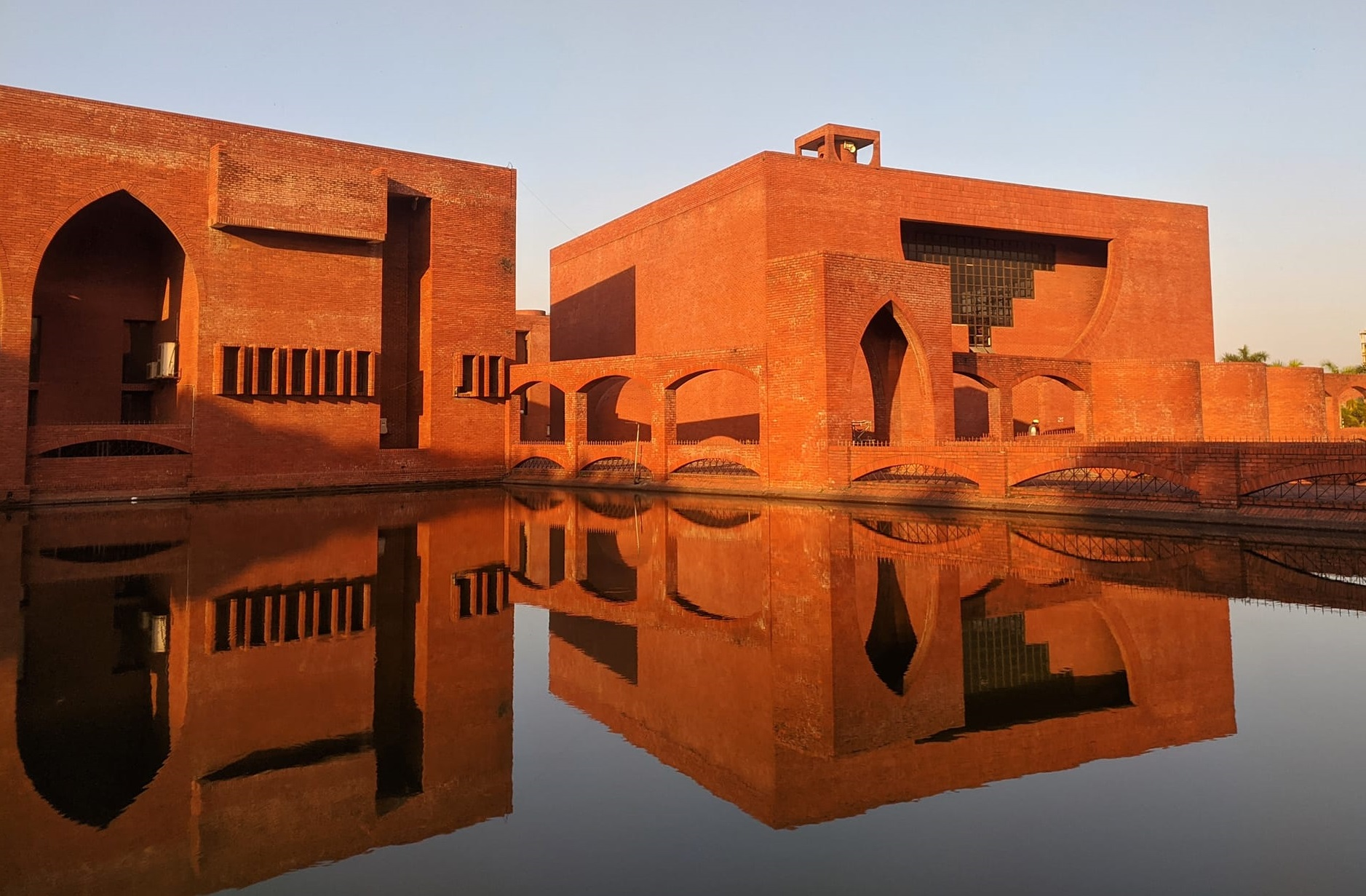
Auditorium du Lac IUT

## Personnalités
- Bulbul Chowdhury (16 août 1948 – 28 août 2021), écrivain né à Gazipur.